# جون هنت (مقدمة برامج إذاعية)
جون هنت (بالإنجليزية: June Hunt)‏ هي مقدمة برامج إذاعية أمريكية، ولدت في 31 ديسمبر 1944 في دالاس في الولايات المتحدة.